# کایل فین
کایل فین (انگلیسی: Kyle Finn؛ زادهٔ ۷ دسامبر ۱۹۹۸) بازیکن فوتبال اهل جمهوری ایرلند است.
از باشگاه‌هایی که در آن بازی کرده‌است می‌توان به باشگاه فوتبال تاموورث اشاره کرد.